# 施虐症

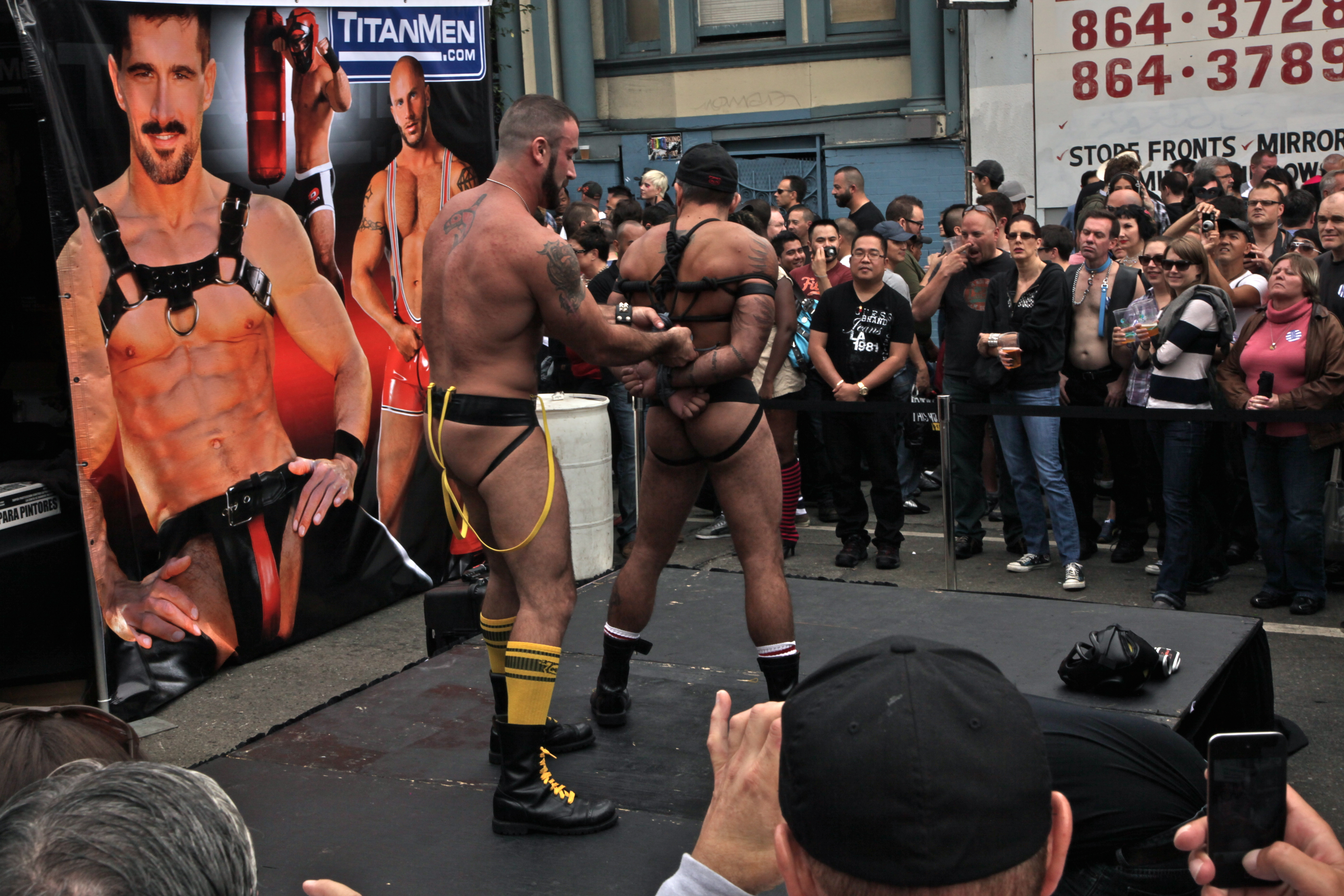
男男色情演员正在進行性虐表演（左為施虐者，右為受虐者）

施虐癖（英語：Sadism）是一種以性虐戀為樂的嗜好。

### 性
對別人施虐，如使用鞭打、捆綁、羞辱等方式，藉此獲得性興奮或快感，可屬一種性慾倒錯。

## 施虐狂
施虐狂，又稱虐待狂，指比施虐者（Sadist），還要更熱衷於施虐上面的人。
- 抖S（超S）即指施虐狂，源於日語。

## 詞語由來
施虐癖英語一詞是來自一位以描述這類行為的小說見稱的法國作家薩德侯爵（Marquis de Sade）。